# Кабуяо
Кабуяо (тагальська: Lungsod ng Cabuyao) — місто в провінції Лагуна, Філіппіни. За даними перепису населення 2020 року, його населення становить 355 330 осіб.

## Географія
Кабуяо розташований за 42 кілометри (26 миль) на південний схід від Національного столичного регіону, у західній частині Лагуни. Межує з містом Санта-Роза на півночі, Лагуна-де-Бей, найбільшим озером країни, на сході, Каламба на півдні, Тагайтай-Сіті на південному заході та Силанг, Кавіте на сході. Кабуяо знаходиться за 45 кілометрів (28 миль) від Санта-Крус, столиці провінції, і за 8 кілометрів (5,0 миль) від центру міста Каламба, зафрахтованого міста та регіонального центру регіону Калабарсон.

#### Барангаї
Кабуяо політично розділений на 18 урбанізованих барангаїв:
- Бакларан
- Банай-Банай
- Банлік
- Бігаа
- Бутонг
- Касільє
- Дізмо
- Гулод
- Маматід
- Мариніг
- Ніуган
- Піттленд
- Пуло
- Сала
- Сан-Ісідро
- Побласьон I
- Побласьон II
- Побласьон III

## Населення
За переписом населення 2020 року населення Кабуяо становило 355 330 осіб. Щільність населення становила 8 200 жителів на квадратний кілометр. Таким чином, місто також обігнало Сан-Пабло в 2015 році, зробивши його п’ятим за кількістю населення містом у Лагуні. Це також третє за густонаселеністю місто в Лагуні станом на 2015 рік.

## Релігія
93% жителів Кабуяо є Римо-католиками. Міжнародна церква Божа - 2%, Іглесія ні Крісто 1% населення. Інші менші релігійні групи - Методистська церква, Церкву Ісуса Господа, Свідки Єгови, Церква баптистів, Євангельська церква.

## Галерея

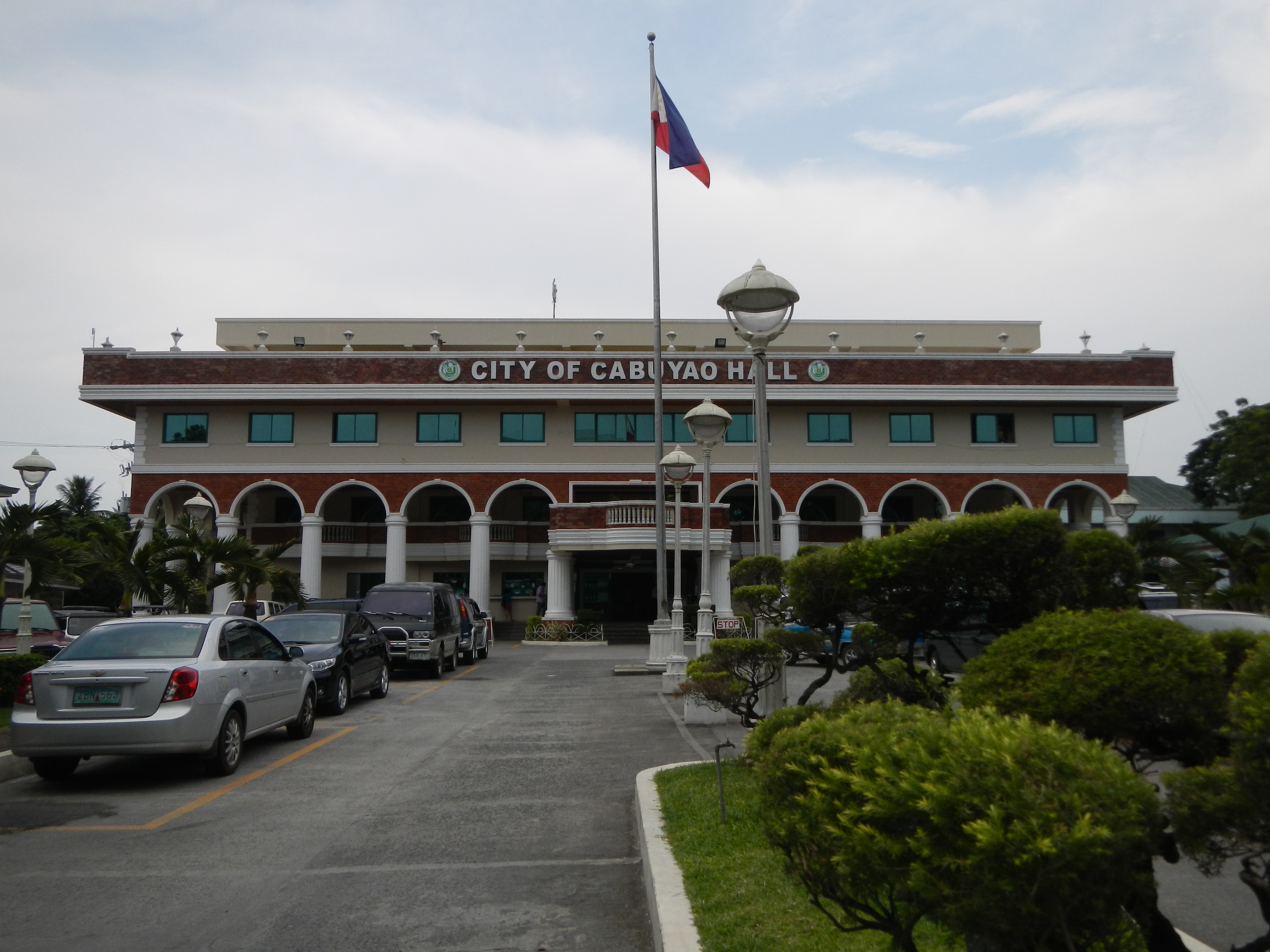
Мерія Кабуяо
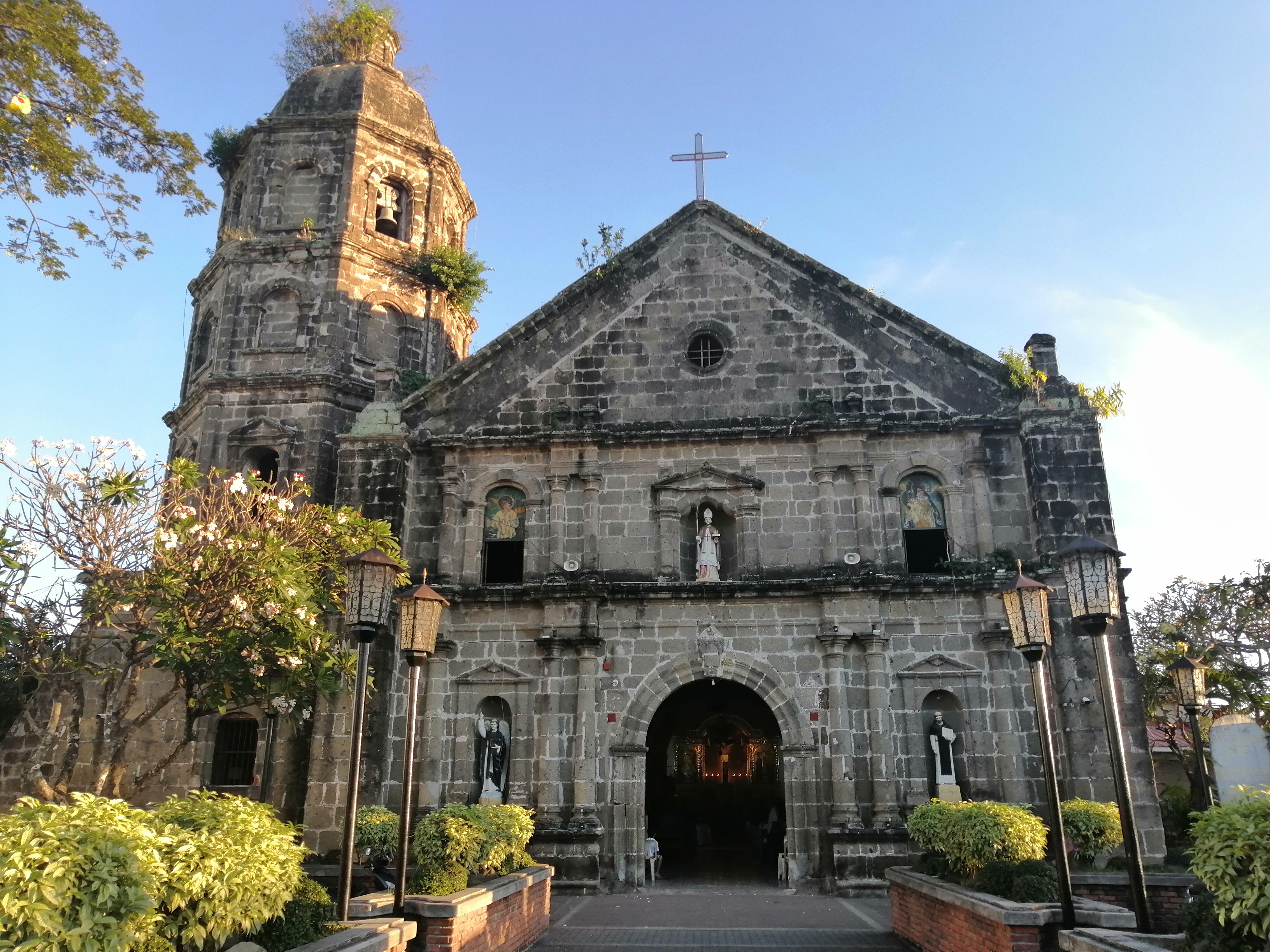
Церква